# 2nd American Tour 1965 (The Rolling Stones)
2nd American Tour bylo koncertní turné britské rockové skupiny The Rolling Stones, které sloužilo jako propagace studiového alba Out of Our Heads. Turné bylo zahájeno koncertem v Montréalu v Kanadě a bylo zakončeno v Los Angeles v Kalifornii.

## Setlist
Toto je nejčastější hraný seznam skladeb.
Autory všech skladeb jsou Jagger/Richards pokud není uvedeno jinak.
1. She Said Yeah (Davis/Davis)
2. Hitch Hike (Gaye/Stevenson/Paul)
3. Heart of Stone
4. Paint it Black
5. Mercy, Mercy (Covay/Miller)
6. That's How Strong My Love Is (Jamison)
7. Play With Fire
8. The Last Time
9. Good Times (Cooke)
10. Oh Baby (Ozen)
11. Get Off Of My Cloud
12. I'm Moving On (Snow)
13. (I Can't Get No) Satisfaction

## Sestava
Thev Rolling Stones
- Mick Jagger – zpěv, harmonika, perkuse
- Keith Richards – kytara, doprovodný zpěv
- Brian Jones – kytara, harmonika, hammondovy varhany, doprovodný zpěv, perkuse
- Bill Wyman – baskytara, doprovodný zpěv
- Charlie Watts – bicí

## Turné v datech
| Datum                         | Město            | Stát          | Místo                                         |
| ----------------------------- | ---------------- | ------------- | --------------------------------------------- |
| 29. října 1965                | Montreal         | Kanada        | Montreal Forum                                |
| 30. října 1965                | Ithaca           | Spojené státy | Barton Hall, Cornell University               |
| 30. října 1965                | Syracuse         | Spojené státy | War Memorial Hall                             |
| 31. října 1965                | Toronto          | Kanada        | Maple Leaf Gardens                            |
| 1. listopadu 1965             | Rochester        | Spojené státy | Rochester Community War Memorial              |
| 3. listopadu 1965             | Providence       | Spojené státy | Rhode Island Auditorium                       |
| 4. listopadu 1965 2 koncerty  | New Haven        | Spojené státy | New Haven Arena                               |
| 5. listopadu 1965             | Boston           | Spojené státy | Boston Garden                                 |
| 6. listopadu 1965             | New York City    | Spojené státy | Academy of Music                              |
| 6. listopadu 1965             | Philadelphia     | Spojené státy | Philadelphia Convention Hall and Civic Center |
| 7. listopadu 1965 2 koncerty  | Newark           | Spojené státy | Newark Symphony Hall                          |
| 10. listopadu 1965            | Raleigh          | Spojené státy | Reynolds Coliseum                             |
| 12. listopadu 1965            | Greensboro       | Spojené státy | Greensboro Coliseum                           |
| 13. listopadu 1965            | Washington, D.C. | Spojené státy | Washington Coliseum                           |
| 13. listopadu 1965            | Baltimore        | Spojené státy | Baltimore Civic Center                        |
| 14. listopadu 1965            | Knoxville        | Spojené státy | Knoxville Civic Coliseum                      |
| 15. listopadu 1965            | Charlotte        | Spojené státy | Charlotte Coliseum                            |
| 16. listopadu 1965            | Nashville        | Spojené státy | Nashville Municipal Auditorium                |
| 17. listopadu 1965            | Memphis          | Spojené státy | Mid-South Coliseum                            |
| 20. listopadu 1965            | Shreveport       | Spojené státy | Hirsch Coliseum, State Fair Grounds           |
| 21. listopadu 1965            | Fort Worth       | Spojené státy | Will Rogers Memorial Center                   |
| 23. listopadu 1965            | Tulsa            | Spojené státy | Assembly Center                               |
| 24. listopadu 1965            | Pittsburgh       | Spojené státy | Civic Arena                                   |
| 25. listopadu 1965            | Milwaukee        | Spojené státy | Milwaukee Arena                               |
| 26. listopadu 1965            | Detroit          | Spojené státy | Cobo Hall                                     |
| 27. listopadu 1965            | Dayton           | Spojené státy | Hara Arena                                    |
| 27. listopadu 1965            | Cincinnati       | Spojené státy | Cincinnati Gardens                            |
| 28. listopadu 1965 2 koncerty | Chicago          | Spojené státy | Arie Crown Theater, McCormick Place           |
| 29. listopadu 1965            | Denver           | Spojené státy | Denver Coliseum                               |
| 30. listopadu 1965            | Phoenix          | Spojené státy | Arizona Veterans Memorial Coliseum            |
| 1. prosince 1965              | Vancouver        | Kanada        | PNE Agrodome                                  |
| 2. prosince 1965              | Seattle          | Spojené státy | Seattle Coliseum                              |
| 3. prosince 1965 2 koncerty   | Sacramento       | Spojené státy | Sacramento Convention Center Complex          |
| 4. prosince 1965 2 koncerty   | San Jose         | Spojené státy | San Jose Civic Auditorium                     |
| 5. prosince 1965              | San Diego        | Spojené státy | Community Concourse, Convention Hall          |
| 5. prosince 1965              | Los Angeles      | Spojené státy | Los Angeles Memorial Sports Arena             |